# Lijst van Griekse gerechten
Dit is een lijst van Griekse gerechten.
- Avgolémono
- Choriatiki
- Dolmádes
- Galaktoboureko
- Gyros
- Keftés
- Moussaka
- Pastitsio
- Spanakópita
- Stifado
- Souvlaki
- Skordalia
- Taramosalata
- Tzatziki
- Yémista órfana